# 金沙乡 (桦南县)
金沙乡，是中华人民共和国黑龙江省佳木斯市桦南县下辖的一个乡镇级行政单位。

## 行政区划
金沙乡下辖以下地区：
红丰村、红城村、红权村、红新村、前金沙村、东民主村、工农村、治山村、长征村和卫东村。